# Leuven (Nederland)
Leuven is een buurtschap in de Nederlandse gemeente West Betuwe, gelegen in de provincie Gelderland. Het ligt op de kruising van de A15 en de N848 en kent anno 2022 circa 20 woonhuizen en een bedrijventerrein. De buurtschap valt onder het dorp Vuren.
De oudste vermelding van de buurtschap zou uit de 8e eeuw stammen, waarbij in een document gesproken wordt over Loffna. In de 14e eeuw werd in Leuven het kasteel Leyenburg gebouwd, dat inmiddels is afgebroken.
Hoofdplaats: Geldermalsen

Steden: Asperen · Heukelum

Dorpen: Acquoy · Beesd · Buurmalsen (deels) · Deil · Enspijk · Est · Gellicum · Haaften · Heesselt · Hellouw · Herwijnen · Meteren · Neerijnen · Ophemert · Opijnen · Rhenoy · Rumpt · Spijk · Tricht · Tuil · Varik · Vuren · Waardenburg

Buurtschappen: Benedeneind · Boveneind · Diefdijk · Friezenwijk · Hattelaar · Hucht · Kerkeneind · Leuven · Mark · Pijpekast · 't Rot · Snelleveld · Vogelswerf · Zennewijnen (deels)

Gelderland: Steden en dorpen in Gelderland      Nederland: Provincies · Gemeenten